# زردک بلغاری
زردک بلغاری (نام علمی: Barbus bergi)، گونه‌ای از ماهیان پرتوباله از سردهٔ زردک‌ماهی‌ها است.